# آنتونی اندروز
 آنتونی اندروز (انگلیسی: Anthony Andrews؛ زادهٔ ۱۲ ژانویهٔ ۱۹۴۸) بازیگر اهل بریتانیا است. 
از فیلم‌ها یا برنامه‌های تلویزیونی که وی در آن نقش داشته است، می‌توان به باری دیگر برایدزهد، سخنرانی پادشاه، عملیات سپیده‌دم، جن‌زده، اسکارلت پیمپرنل و آیوانهو اشاره کرد.

## گالری

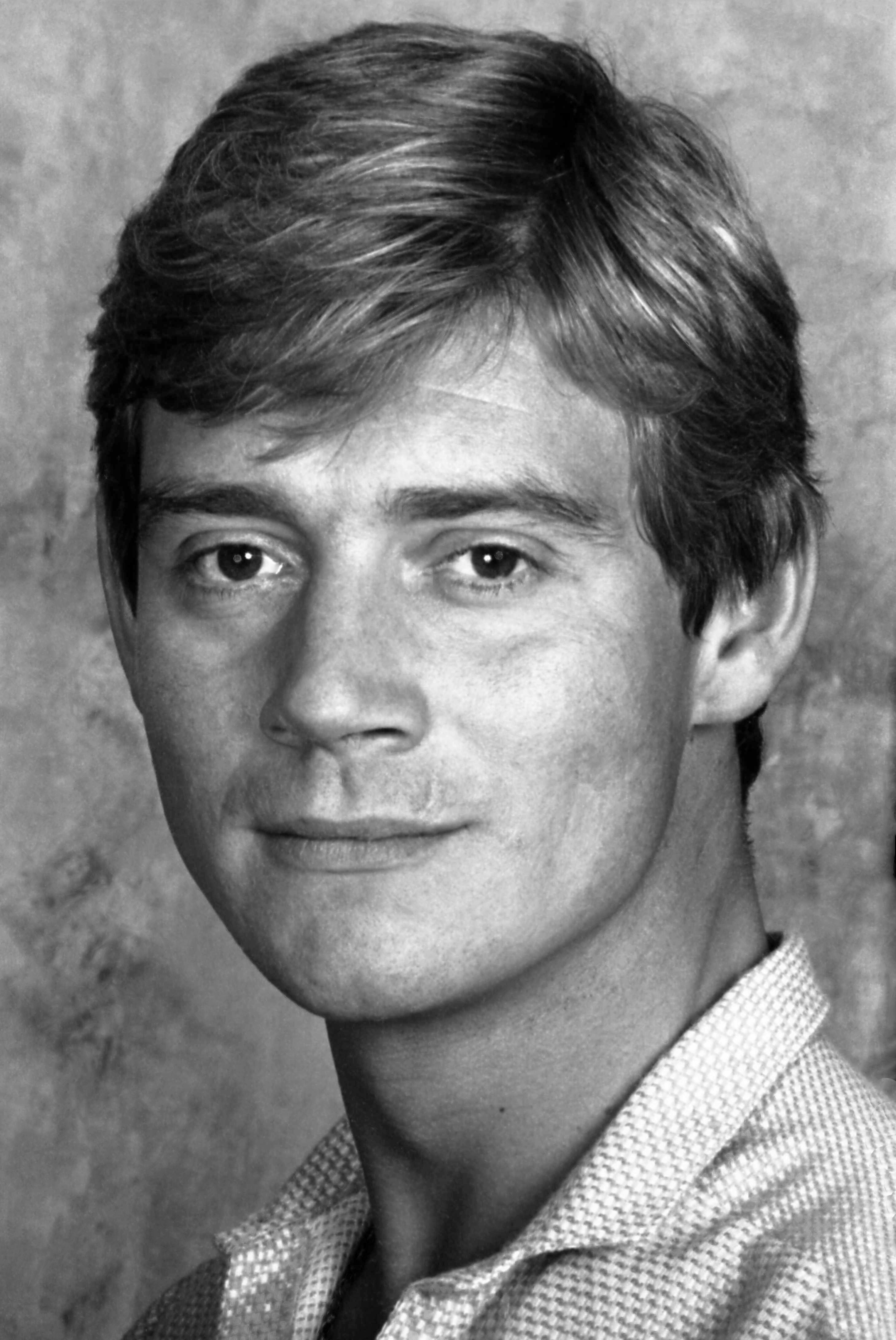
عکس توسط آلن وارن

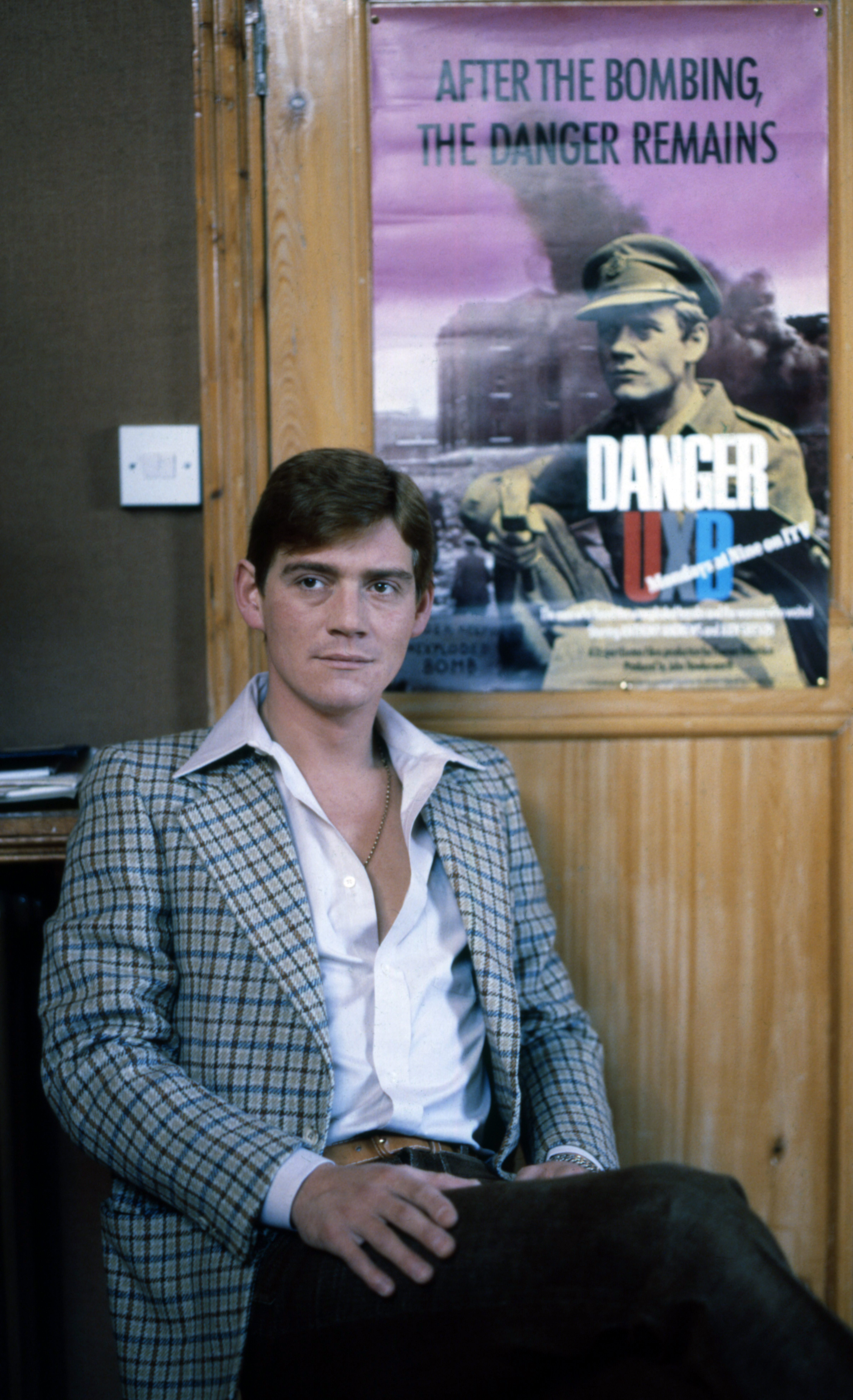
عکس توسط آلن وارن

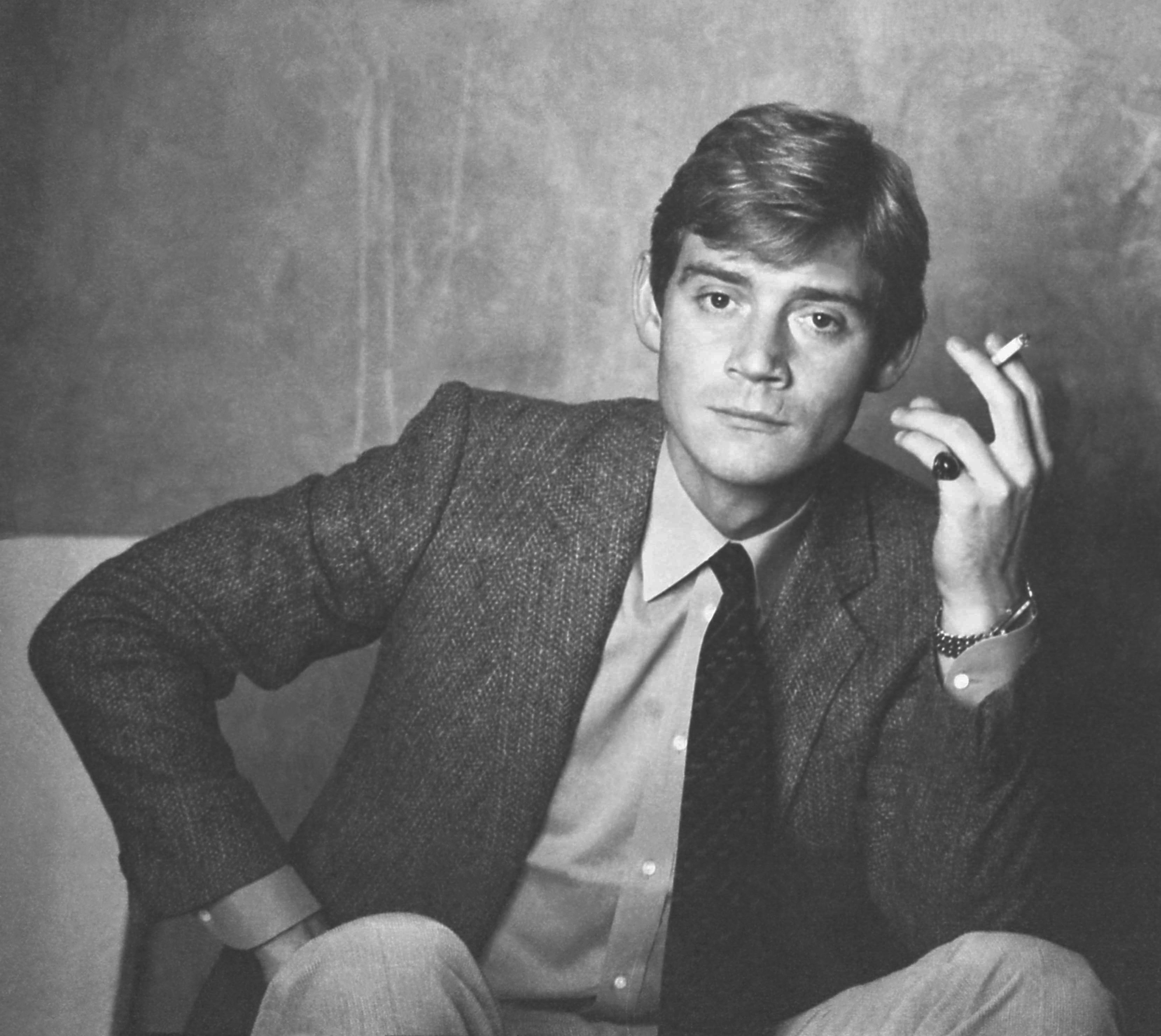
عکس توسط آلن وارن

عکس توسط آلن وارن

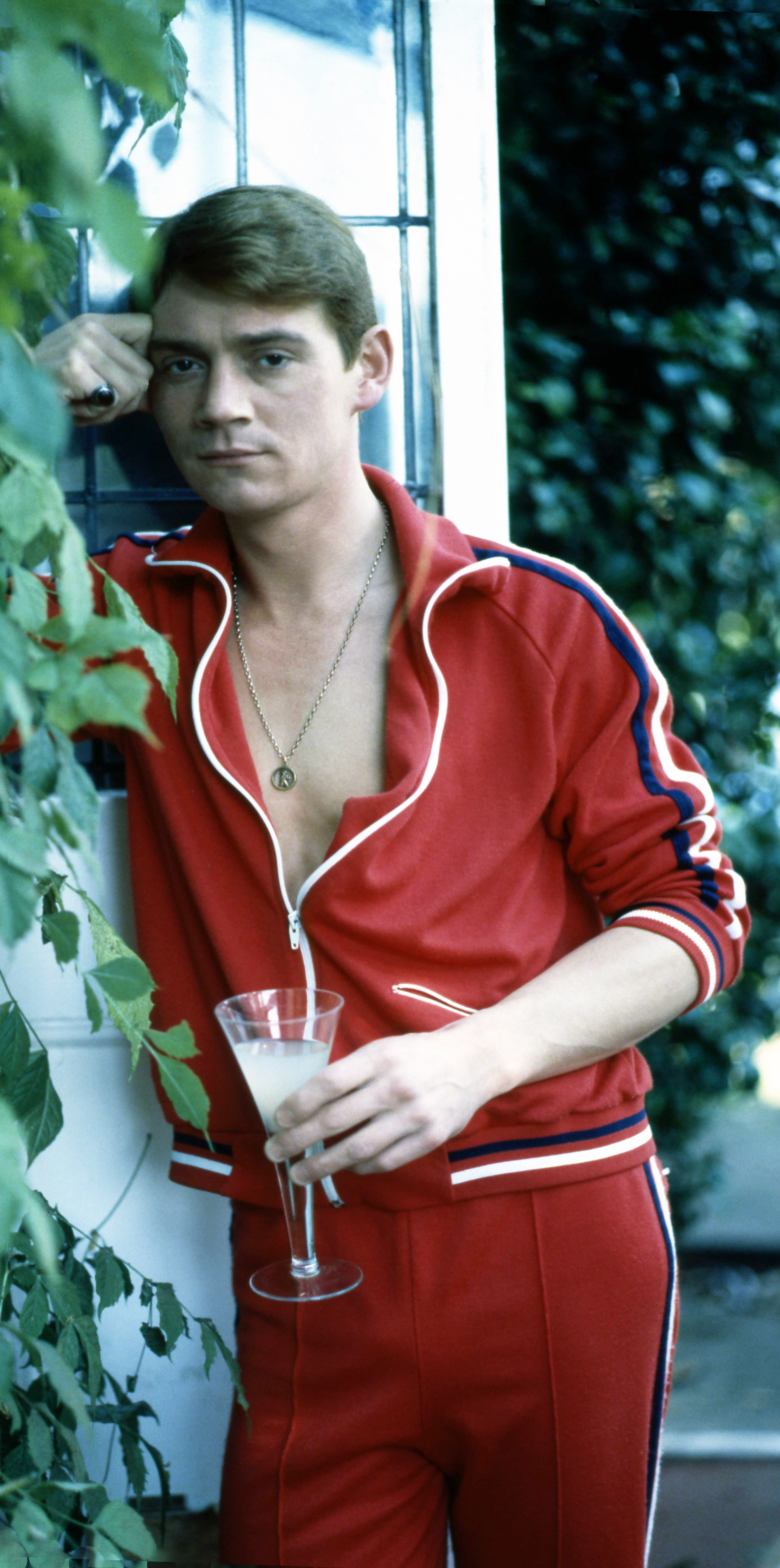
عکس توسط آلن وارن

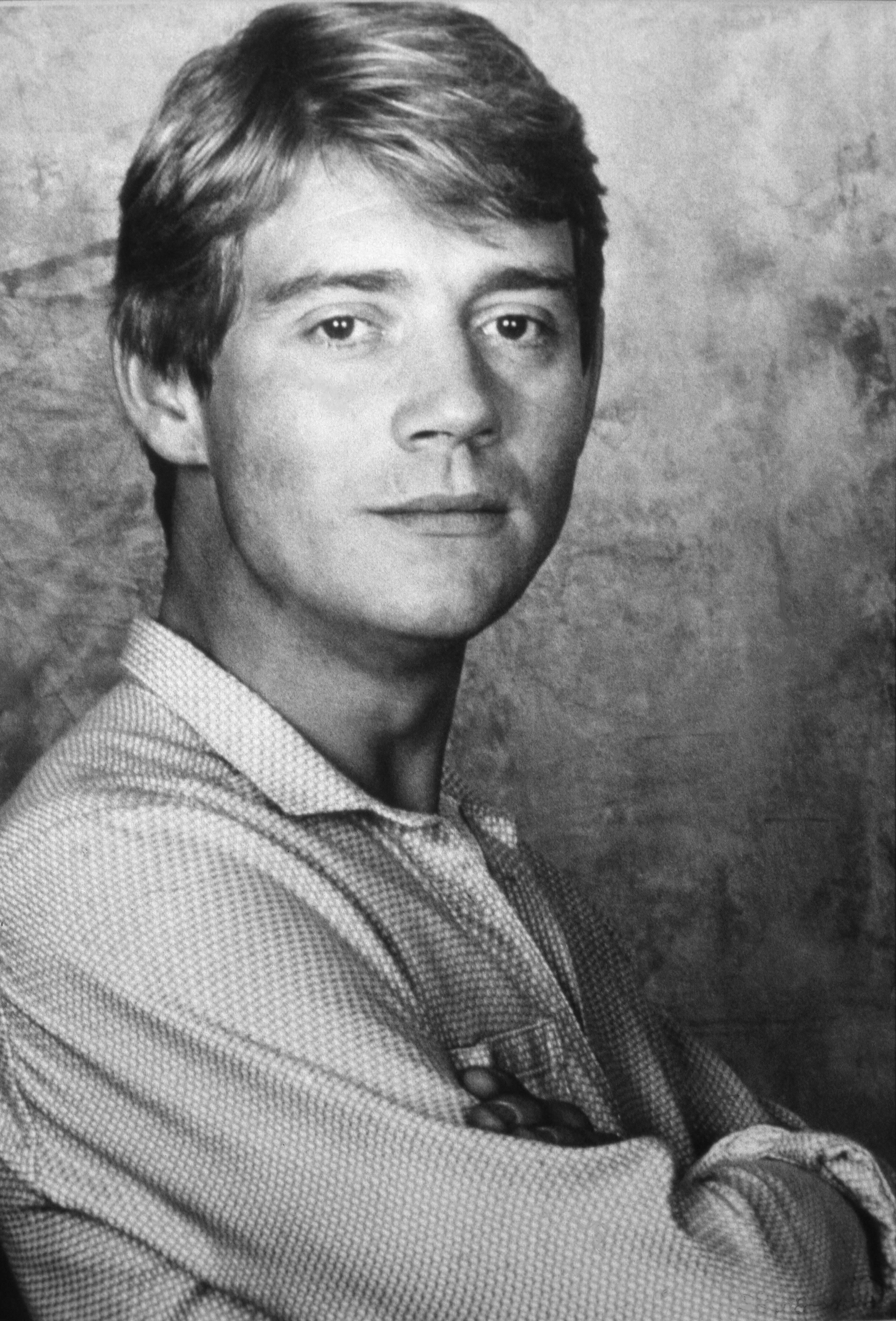
در سال ۱۹۸۲

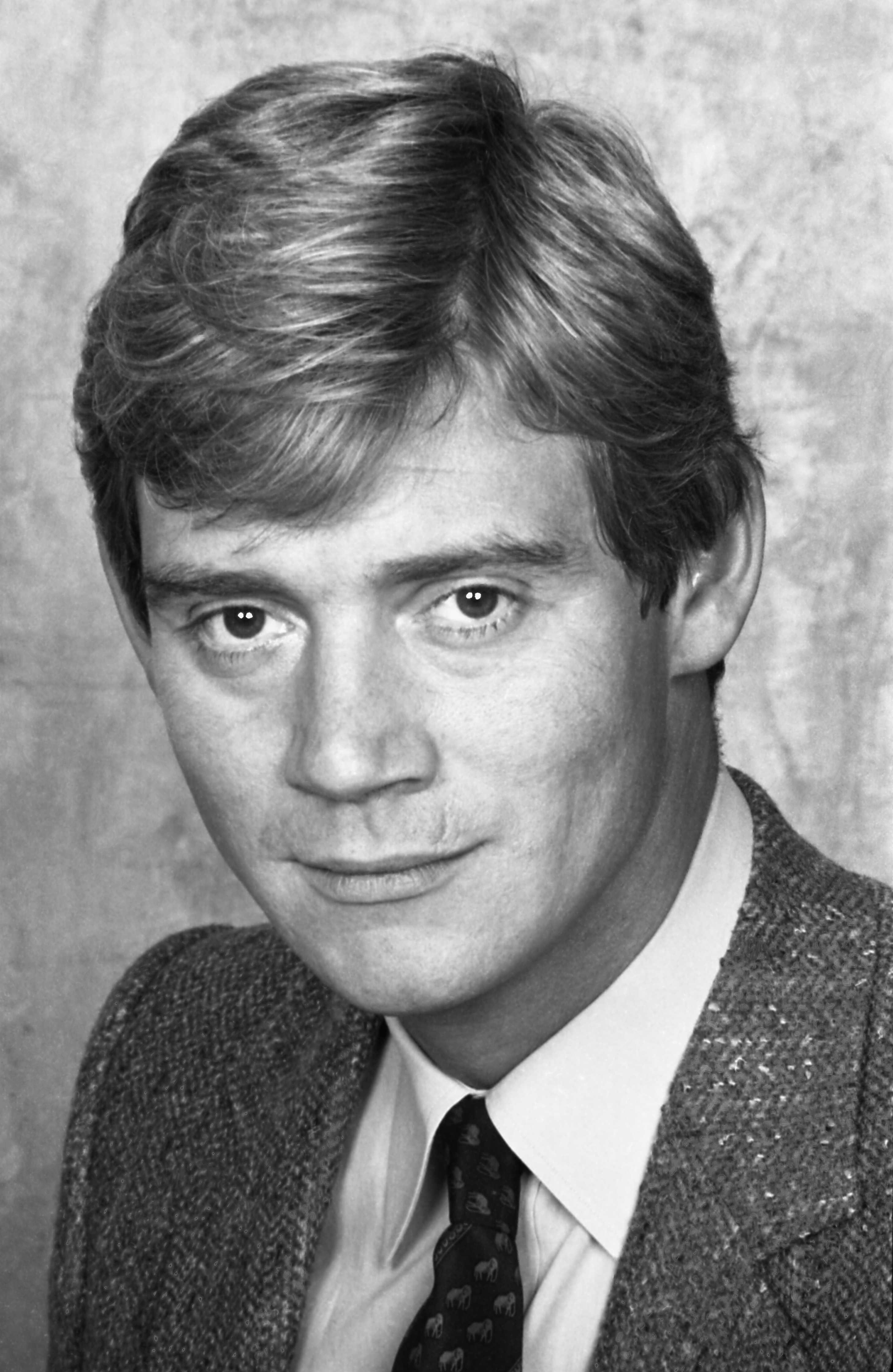
عکس توسط آلن وارن